# Sankt Pers socken, Östergötland
Sankt Pers socken i Östergötland ingick i Dals härad (före 1901 även delar i Aska härad), uppgick 1952 i Vadstena stad och området är sedan 1980 en del av Vadstena kommun i Östergötlands län, från 2016 inom Vadstena distrikt..
Socknens areal är 16,39 kvadratkilometer, varav 15,20 land. År 1952 fanns här 473 invånare. Sockenkyrkan var ursprungligen Sankt Pers kyrka som låg i och delades med Vadstena stad. Denna revs 1826, kvar finns Rödtornet (efter färgen på kyrkan) och därefter var sockenkyrkan Vadstena klosterkyrka också den delad med Vadstena stad och utanför socknen. 

## Administrativ historik
Sankt Pers församling bildades omkring 1390 genom en utbrytning ur Vadstena församling, inledningsmässigt under namnet Vadstena landsförsamling. När Vadstena stad bildades 1400 fullbordades sockenbildningen.  Omkring 1550 införlivades Klåstads församling (socken).
Före 1901 hörde delar av socken till Aska härad, Askadalen överfördes till dals härad redan 1892 och övriga delar 1901.
Vid kommunreformen 1862 övergick socknens ansvar för de kyrkliga frågorna till Sankt Pers församling och för de borgerliga frågorna till Sankt Pers landskommun. Landskommunen inkorporerades 1952 i Vadstena stad som 1971 ombildades till Vadstena kommun, ingick 1974-1979 i Motala kommun och från 1980 i Vadstena kommun. Församlingen uppgick 1967 i Vadstena församling.
1 januari 2016 inrättades distriktet Vadstena, med samma omfattning som Vadstena församling hade 1999/2000 och fick 1967, och vari detta sockenområde ingår.
Socknen har tillhört samma fögderier och domsagor som socknens härader.  De indelta soldaterna tillhörde  Första livgrenadjärregementet, Motala kompani och Andra livgrenadjärregementet, Vadsten kompani.

## Geografi
Sankt Pers socken ligger närmast öster om Vadstena. Socknen är en uppodlad slättbygd.

## Fornlämningar
Kända från socknen är gravfält från järnåldern, vid Granby med bautastenar.

## Namnet
Namnet (1502 Sancti Petri) kommer från den gamla stadskyrkan i Vadstena, helgad åt aposteln Petrus.

### Fotnoter
1. 1 2 3  Svensk Uppslagsbok andra upplagan 1947–1955: Sankt+Per socken
2. ↑  Harlén, Hans; Harlén Eivy (2003). Sverige från A till Ö: geografisk-historisk uppslagsbok. Stockholm: Kommentus. Libris 9337075. ISBN 91-7345-139-8
3. ↑  ”Församlingar”. Statistiska centralbyrån. https://www.scb.se/hitta-statistik/regional-statistik-och-kartor/regionala-indelningar/forsamlingar/. Läst 30 december 2022.
4. ↑  Administrativ historik för Sankt_Per socken (Klicka på församlingsposten). Källa: Nationella arkivdatabasen, Riksarkivet.
5. 1 2  Sjögren, Otto (1931). Sverige geografisk beskrivning del 2 Östergötlands, Jönköpings, Kronobergs, Kalmar och Gotlands län. Stockholm: Wahlström & Widstrand. Libris 9939
6. ↑  Fornlämningar, Statens historiska museum: Sankt Pers socken, Östergötland
7. ↑  Fornminnesregistret, Riksantikvarieämbetet: Sankt Pers socken, Östergötland Fornminnen i socknen erhålls på kartan genom att skriva in sockennamn (utan "socken") i "Ange geografiskt område"
8. ↑  Mats Wahlberg, red (2003). Svenskt ortnamnslexikon. Uppsala: Institutet för språk och folkminnen. Libris 8998039. ISBN 91-7229-020-X. https://isof.diva-portal.org/smash/get/diva2:1175717/FULLTEXT02.pdf